# Gallotupus oudardi
Gallotupus oudardi (лат.) — ископаемый вид гигантских стрекозообразных насекомых из семейства Meganeuridae (Protodonata). Единственный представитель рода Gallotupus. Известен по голотипу, найденному в Terril No 7, Avion, отложениях конца каменноугольного периода Европы (Франция) (314,6—306,95 миллионов лет назад). Размеры его крыла составляли 9 см в длину и 2 см в ширину.